# 蒙塔努伊
蒙塔努伊，是西班牙阿拉贡自治区韦斯卡省的一个市镇。总面积174平方公里，总人口296人（2001年），人口密度2人/平方公里。